# Beaucé
Beaucé is een gemeente in het Franse departement Ille-et-Vilaine in de regio Bretagne. De plaats maakt deel uit van het arrondissement Fougères-Vitré. Beaucé telde op 1 januari 2022 1.289 inwoners.

## Geografie
De oppervlakte van Beaucé bedroeg op 1 januari 2022 8,17 vierkante kilometer; de bevolkingsdichtheid was toen 157,8 inwoners per km².

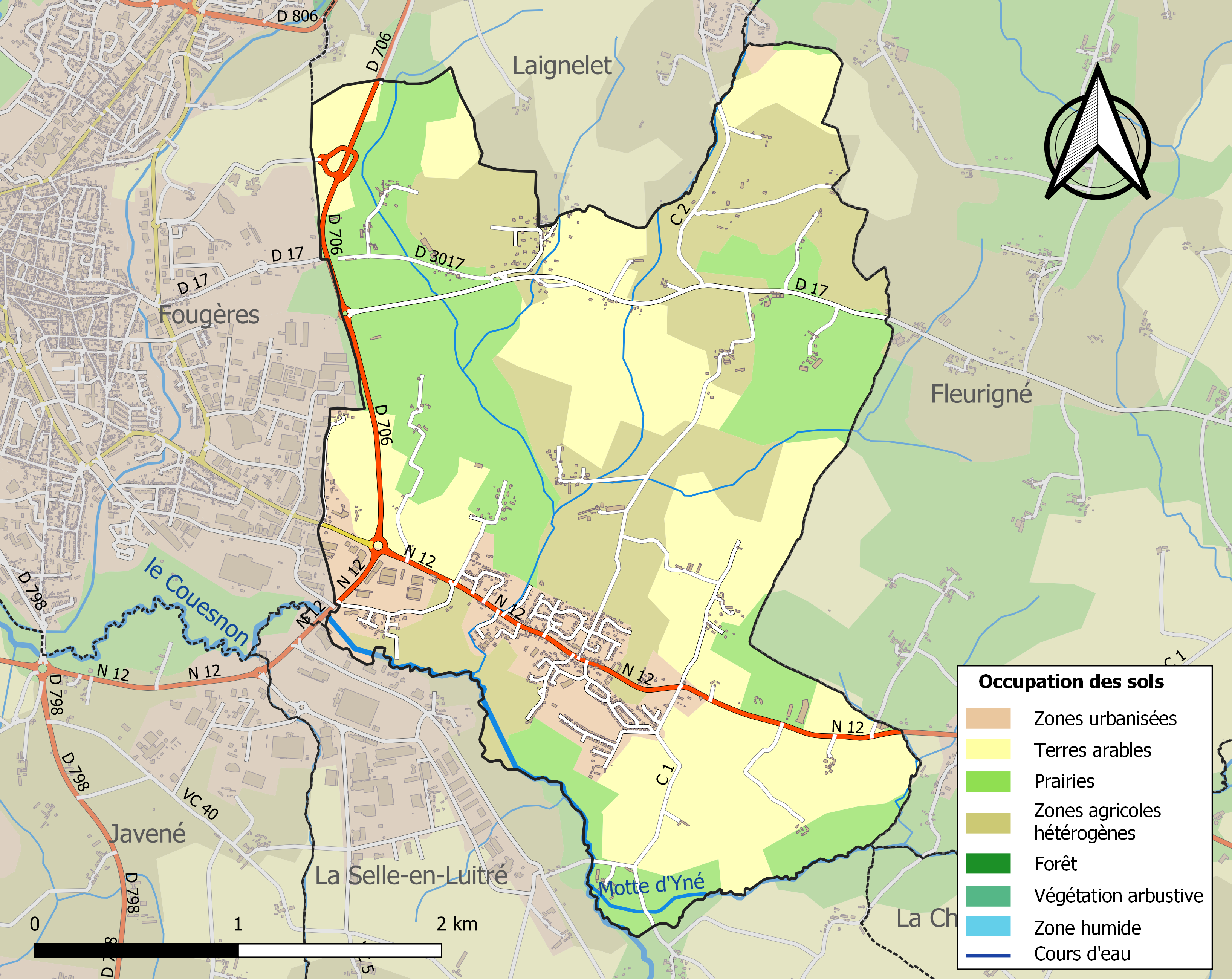
Kaart van de gemeente met belangrijkste infrastructuur, bodemgebruik en omliggende gemeenten

## Demografie
Onderstaande figuur toont het verloop van het inwonertal, bron: INSEE-tellingen. 